# Dymasius sumbaensis
Dymasius sumbaensis es una especie de insecto coleóptero de la familia Cerambycidae. Estos longicornios son endémicos de la isla de Sumba (Indonesia).
D. sumbaensis mide entre 12 y 16,8 mm, estando activos los adultos en septiembre y octubre.